# Ташанська сільська територіальна громада
Ташанська сільська територіальна громада — територіальна громада в Україні, в Бориспільському районі Київської області. Адміністративний центр — село Ташань. Населення становить 5071 особа. 
Утворена 12 липня  2019 року шляхом об'єднання Виповзької, Горбанівської, Денисівської, Малокаратульської, Полого-Вергунівської, Помоклівської, Ташанської, Улянівської та Шевченківської сільських рад Переяслав-Хмельницького району.

## Медицина
У 2021 році було створено комунальне некомерційне підприємство "Амбулаторія загальної практики сімейної медицини" Ташанської сільської ради. Облаштовано пандуси, придбано твердопаливні котли у ФАПах сіл Дениси та Помоклі, проведено заміну даху Ташанської амбулаторії. У серпні того ж року нарешті прийшов новий сімейний лікар який і нині працює на посаді.
2022 рік.
Для медичної галузі ОТГ майже не відбулось змін, лише у фельдшерському пункті села Мала Каратуль проведено поточний ремонт.
2023 рік.
У лютому 2023 року було виділено 7 млн на проведення капітального ремонту та виготовлення проектно-кошторисної документації амбулаторії села Ташань. У травні підписано договір на виготовлення проекту для ремонту, після цього зроблено заяву коштів не вистачає для виконання робіт. 16 серпня було виділено понад 9 млн для реалізації капітального ремонту. Наприкінці місяця оголошено тендер на капітальний ремонт, який на жаль не вдався. У жовтні знов оголосили тендер, підписали договір з ТОВ "ІНК "Алтана" на проведення капітального ремонту амбулаторії. Строк завершення робіт – 1 червня 2024 року.
Також проведено поточний ремонт приміщення ФАП в селі Улянівка та заміна даху ФАП села Пологи-Вергуни.

## Освіта
На території сільської громади діють 4 заклади освіти, Малокаратульска початкова школа, Виповзька та Ташанська гімназії, Полого-Вергунівській ліцей. Заклади дошкільної освіти діють при закладах загальної середньої освіти. 
За 2021-2022 роки було проведено оптимізацію освітньої мережі громади.
У 2021 році, було ліквідовано Улянівський ЗЗСО І-ІІІ ст. - ЗДО, учнів було переведено до Полого-Вергунівського ЗЗСО (нині Ліцею).
Малокаратульский заклад І-ІІ ст понижено до початкової школи. Ліквідовано два дошкільних заклади - у селах Помоклі та Горбані. 
У 2022 році Ташанський ЗЗСО І-ІІІ ст понижено до гімназії.
Нажаль йде зниження кількості учнів у школах громади, у навчальному році 2020-2021 було 335 учнів, але частину школярів які були з інших громад - ті громади і забрали. В навчальному році 2021-2022 ця цифра знизилася до 290 учнів.
У навчальному році 2023-2024 кількість учнів громади становить 335:
- Полого-Вергунівський ліцей - 140
- Виповзька гімназія - 93
- Ташанська гімназія - 75
- Малокаратульська початкова школа - 27

У 2023 році заплановано ремонт харчоблоків Виповзької та Ташанської гімназій, Малокаратульської початкової школи. Планується поточний ремонт першого поверху Малокаратульської початкової школи. Для Полого-Вергунівського ліцею придбають шкільний автобус та відремонтують підвальне приміщення. У Ташанській гімназії заплановано капітальний ремонт приміщення та підвального приміщення.
Підсумки планів 2023 року:
- Проведено поточний ремонт харчоблоку, опалення, закуплено технологічне обладнання у Малокаратульській початковій школі;
- Проведено поточний ремонт даху, опалення, стелі Виповзької гімназії. Облаштовано систему зовнішнього блискавкозахисту. Завершено основну частину робіт з поточного ремонту харчоблоку та будівництва бювету. Придбано обладнання для їдальні. Створено "Клас Безпеки";
- Проведено капітальний ремонт харчоблоку та закуплено відповідне обладнання Ташанської гімназії. Незавершені роботи з капітального ремонту найпростішого укриття та відмостки. Проведено поточний ремонт опалення, стелі, електричних мереж;
- Придбано шкільний автобус, та облаштовано вентиляцію лише в частині укриття Полого-Вергунівського ліцею. У дошкільному підрозділі ліцею облаштовано пожежну сигналізацію та зовнішній блискавкозахист, також оброблено дерев'яні конструкції даху.

## Економіка та бюджет
На території громади зареєстрована фірма Ерідон, власником якої є Сергій Кролівець, уродженець села Чопилки (нині Ташанської громади). У бюджет громади за 2022 рік фірмою було сплачено 62 млн гривень .
У громаді ведуть свою діяьність такі господарства та підприємства:
- ПП "Євросем"
- ТОВ "Плантагро"
- ПП "Земля Переяславщини"
- ТОВ "Племзавод Колос"
- ПП "Соснова"
- ТОВ "МАІС"
- ФГ "Колосок"
- ФГ "Волошка"
- СП ТОВ "Нива Переяславщини"

Бюджет громади змінювався постійно. У 2021 році план надходжень складав 60 млн гривень але надійшло 91,7 млн гривень. У 2022 році план надходжень складав 83,8 млн, а надійшло 117,6 мільйонів гривень.
У 2023 році план надходжень складає 112 млн, проте надійшло 143,5 млн; за 9 місяців 2023 року спостерігалося недовиконання бюджету, проте під кінець року за рахунок надходжень податку на доходи фізичних осіб та додаткової дотації від держави, бюджет був збалансований та перевиконаний.
На 2024 рік в початковій редакції план становив 115,6 млн, проте за 10 місяців вже надійшло 124,5 млн грн.
Економічний розвиток.
У 2019 році був побудований тваринницький комплекс у с. Чопилки, вирощують там м'ясних порід корів. В 2021 році збудовано роботизовану молочно-товарну ферму в селі Мала Каратуль на 43 робочих місця. В 2022 році побудовано адміністративний корпус і виробничу майстерню в с. Ташань. 
У 2023 році відкрито насіннєвий завод "Лімері" в селі Мала Каратуль на 100 робочих місць.
Перспектива розбудови підприємств на даний час невідома.

## Населені пункти
У складі громади 16 сіл:
- Виповзки
- Воскресенське
- Горбані
- Дениси
- Княже
- Мала Каратуль
- Натягайлівка
- Пологи-Вергуни
- Положаї
- Помоклі
- Тарасівка
- Ташань
- Травневе
- Улянівка
- Шевченкове
- Чопилки

## Старостинські округи
- Виповзький
- Горбанівський
- Денисівський
- Малокаратульський
- Полого-Вергунівський
- Помоклівський
- Улянівський

## Населення

### Мова
Розподіл населення населених пунктів громади за рідною мовою за даними перепису 2001 року:
| Мова       | Чисельність, осіб | Відсоток |
| ---------- | ----------------- | -------- |
| Українська | 7 309             | 98,27%   |
| Російська  | 112               | 1,51%    |
| Вірменська | 14                | 0,19%    |
| Білоруська | 2                 | 0,02%    |
| Болгарська | 1                 | 0,01%    |
| Разом      | 7 438             | 100%     |